# U Kachla
U Kachla – osada leśna w Polsce położona w województwie małopolskim, w powiecie suskim, w gminie Stryszawa.
W latach 1975–1998 miejscowość administracyjnie należała do województwa bielskiego.